# Galmiz

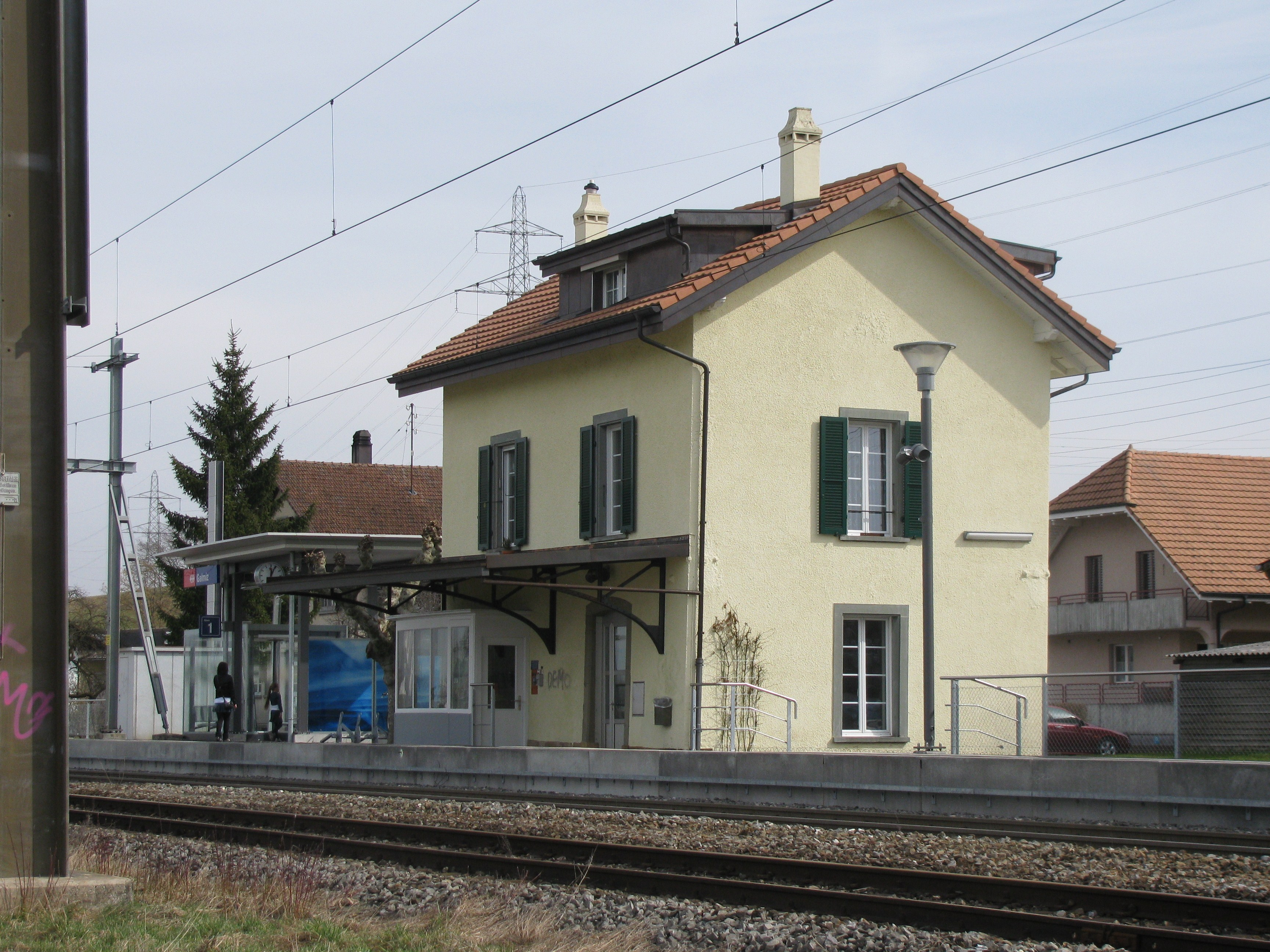
Nhà ga tàu hoả Galmiz

Galmiz (former tên tiếng Pháp: Charmey) là một đô thị trong huyện See thuộc bang Fribourg ở Thụy Sĩ.